# Mistrzostwa Świata w Lekkoatletyce 1987 – bieg na 1500 m kobiet

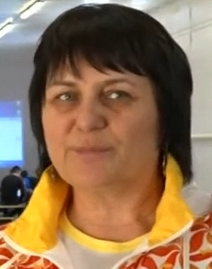
Mistrzyni świata Tetiana Samolenko

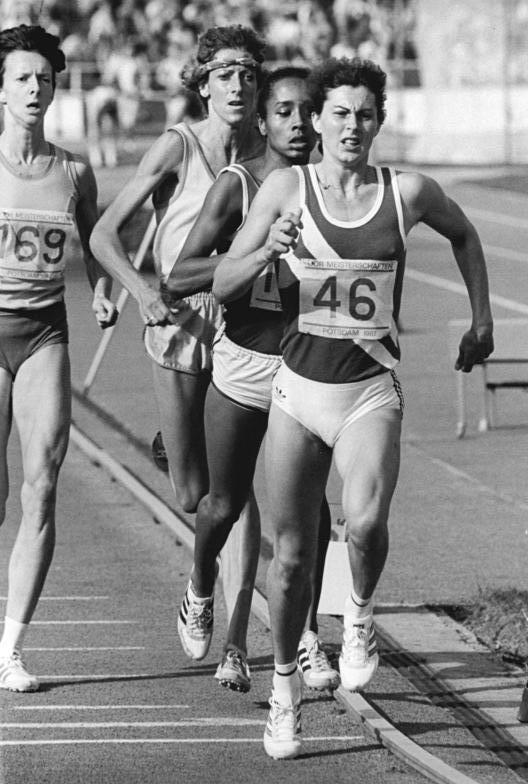
Wicemistrzyni świata Hildegard Körner (z numerem 46)

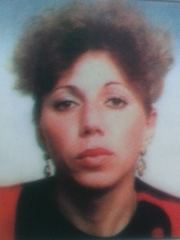
Brązowa medalistka Doina Melinte

Bieg na 1500 metrów kobiet – jedna z konkurencji biegowych rozgrywanych podczas lekkoatletycznych mistrzostw świata w 1987 na Stadionie Olimpijskim w Rzymie.
Zwyciężczynią została Tetiana Samolenko ze Związku Radzieckiego, która na tych mistrzostwach zwyciężyła również w biegu na 3000 metrów. Tytułu zdobytego na poprzednich mistrzostwach nie broniła Mary Decker ze Stanów Zjednoczonych.
Pierwotnie 3. miejsce zajęła Sandra Gasser ze Szwajcarii, jednak została ona zdyskwalifikowana z powodu stosowania dopingu, a jej wyniki z mistrzostw anulowane.

## Terminarz
| Data       |            |
| ---------- | ---------- |
| 3 września | Eliminacje |
| 5 września | Finał      |

## Rekordy
|                          | Zawodniczka       | Wynik   | Miejsce  | Data                  |
| ------------------------ | ----------------- | ------- | -------- | --------------------- |
| Rekord świata            | Tatjana Kazankina | 3:52,47 | Zurych   | 13 sierpnia 1980(dts) |
| Rekord mistrzostw świata | Mary Decker       | 4:00,90 | Helsinki | 14 sierpnia 1983(dts) |

## Wyniki

### Eliminacje
Rozegrano 3 biegi eliminacyjne. Z każdego biegu cztery najlepsze zawodniczki automatycznie awansowały do finału (Q). Skład finalistek uzupełniły trzy najszybsze biegaczki spoza pierwszej czwórki ze wszystkich biegów eliminacyjnych (q).

#### Bieg 1
| Poz. | Imię i nazwisko   | Narodowość                        | Wynik   | Uwagi |
| ---- | ----------------- | --------------------------------- | ------- | ----- |
| 1    | Doina Melinte     | Rumunia                           | 4:05,41 | Q     |
| 2    | Hildegard Körner  | NRD                               | 4:05,42 | Q     |
| 3    | Tetiana Samolenko | ZSRR                              | 4:05,48 | Q     |
| 4    | Elly van Hulst    | Holandia                          | 4:05,57 | Q     |
| 5    | Linda Sheskey     | Stany Zjednoczone                 | 4:06,03 | q     |
| 6    | Fatima Aouam      | Maroko                            | 4:07,38 |       |
| 7    | Yvonne Murray     | Wielka Brytania                   | 4:07,83 |       |
| 8    | Brit McRoberts    | Kanada                            | 4:08,37 |       |
| 9    | Annika Ericson    | Szwecja                           | 4:11,59 |       |
| 10   | Maria Lomba       | Wyspy Świętego Tomasza i Książęca | 5:01,43 |       |
| –    | Selina Chirchir   | Kenia                             | DNS     |       |

#### Bieg 2
| Poz. | Imię i nazwisko     | Narodowość         | Wynik   | Uwagi |
| ---- | ------------------- | ------------------ | ------- | ----- |
| 1    | Andrea Lange        | NRD                | 4:05,18 | Q     |
| 2    | Marina Jaczmieniowa | ZSRR               | 4:05,51 | Q     |
| 3    | Mitica Junghiatu    | Rumunia            | 4:05,60 | Q     |
| 4    | Debbie Bowker       | Kanada             | 4:05,90 | q     |
| 5    | Diana Richburg      | Stany Zjednoczone  | 4:07,10 | q     |
| 6    | Brigitte Kraus      | RFN                | 4:07,40 |       |
| 7    | Agnese Possamai     | Włochy             | 4:08,84 |       |
| 8    | Florence Giolitti   | Francja            | 4:09,08 |       |
| 9    | Alphocinah Simelane | Suazi              | 4:35,64 | [ 3 ] |
| 10   | Georgine Tomisato   | Samoa Amerykańskie | 5:49,52 |       |
| 2    | Sandra Gasser       | Szwajcaria         | 4:05,48 | Q, DQ |

#### Bieg 3
| Poz. | Imię i nazwisko      | Narodowość        | Wynik   | Uwagi |
| ---- | -------------------- | ----------------- | ------- | ----- |
| 1    | Ulrike Bruns         | NRD               | 4:08,36 | Q     |
| 2    | Cornelia Bürki       | Szwajcaria        | 4:08,39 | Q     |
| 3    | Swietłana Kitowa     | ZSRR              | 4:08,64 | Q     |
| 4    | Kirsty Wade          | Wielka Brytania   | 4:09,06 | Q     |
| 5    | Paula Ivan           | Rumunia           | 4:09,28 |       |
| 6    | Vera Michallek       | RFN               | 4:09,89 |       |
| 7    | Regina Jacobs        | Stany Zjednoczone | 4:12,52 |       |
| 8    | Christine Pfitzinger | Nowa Zelandia     | 4:13,59 |       |
| 9    | Maite Zúñiga         | Hiszpania         | 4:16,21 |       |
| 10   | Evelyn Adiru         | Uganda            | 4:17,72 |       |
| 11   | Kriscia García       | Salwador          | 4:34,76 |       |

### Finał
| Poz. | Imię i nazwisko     | Narodowość        | Wynik   | Uwagi |
| ---- | ------------------- | ----------------- | ------- | ----- |
| 1    | Tetiana Samolenko   | ZSRR              | 3:58,56 | CR    |
| 2    | Hildegard Körner    | NRD               | 3:58,67 |       |
| 3    | Doina Melinte       | Rumunia           | 3:59,27 |       |
| 4    | Cornelia Bürki      | Szwajcaria        | 3:59,90 | [ 4 ] |
| 5    | Andrea Lange        | NRD               | 4:00,63 |       |
| 6    | Kirsty Wade         | Wielka Brytania   | 4:01,41 |       |
| 7    | Diana Richburg      | Stany Zjednoczone | 4:01,79 |       |
| 8    | Elly van Hulst      | Holandia          | 4:03,63 | [ 5 ] |
| 9    | Swietłana Kitowa    | ZSRR              | 4:04,66 |       |
| 10   | Linda Sheskey       | Stany Zjednoczone | 4:08,33 |       |
| 11   | Debbie Bowker       | Kanada            | 4:08,38 |       |
| 12   | Mitica Junghiatu    | Rumunia           | 4:10,35 |       |
| 13   | Marina Jaczmieniowa | ZSRR              | 4:10,51 |       |
| –    | Ulrike Bruns        | NRD               | DNF     |       |
| 3    | Sandra Gasser       | Szwajcaria        | 3:59,06 | DQ    |